# Zdeněk Dvořák
Zdeněk Dvořák  (* 26. April 1981 in Nové Město na Moravě) ist ein tschechischer Mathematiker und Informatiker.
Zdeněk Dvořák studierte Mathematik und Informatik an der Karls-Universität Prag mit dem Master-Abschluss 2004 und der Promotion 2007 bei Jaroslav Nešetřil (Dissertation: Asymptotic Structure of Combinatorial Objects). Als Post-Doktorand war er an der Simon Fraser University und am Georgia Institute of Technology. 2013 habilitierte er sich in Prag (Habilitationsschrift: New Techniques in Coloring Embedded Graphs) und wurde Professor an der Karls-Universität.
2016 wurde er Herausgeber des Journal of Combinatorial Theory B. 
2015 erhielt er den European Prize in Combinatorics für sein Werk in der Graphentheorie einschließlich des Beweises der Vermutung von Havel und der Vermutung von C.C. Heckman und Robin Thomas, dass die chromatische Zahl für fraktionale Färbung eines kubischen Graphen ohne Dreiecke maximal 14/5 ist. Die Vermutung von Havel besagt, dass eine Konstante {\displaystyle d} existiert, so dass ein planarer Graph, in dem es keine zwei Dreiecke mit Abstand kleiner {\displaystyle d} gibt, mit drei Farben färbbar ist.

## Schriften
- Z. Dvořák, J.-S. Sereni, J. Volec: Subcubic triangle-free graphs have fractional chromatic number at most 14/5, Journal of the London Mathematical Society, Band 89, 2014, S. 641–662, Arxiv